# حشيشة المبارك المكسيكية
حشيشة المبارك المكسيكية (الاسم العلمي:Geum mexicanum) هي نوع غير مؤكد من النباتات تتبع جنس حشيشة المبارك من الفصيلة الوردية.